# Петер Ітодо
Петер Мандела Ітодо (англ. Peter Mandela Itodo; нар. 1 липня 2003, Аєгунле, Лагос, Нігерія) — нігерійський футболіст, нападник харківського «Металіста 1925».

## Життєпис

### Ранні роки
Народився в місті Аєгунле в штаті Лагос в родині батьків-вихідців зі штату Бенуе. Виступав на батьківщині за дитячі та юнацькі академії «Сантома», «Супер Енджелс», «Чарлесанн», «Сіті» (Абуджа) та «Классісч». Перший професіональний контракт підписав з албанським клубом «Лузі 2008», за який виступав у Категорії е Паре 2023/24 (другий за силою дивізіон чемпіонату Албанії). Дебютним голом за команду відзначився в нічийному (1:1) поєдинку першого туру чемпіонату проти «Фламуртарі». У 33-х матчах албанської першості відзначився 19-ма голами за «Лузі 2008», завдяки чому став найкращим бомбардиром чемпіонату, але його команда зайняла передостаннє місце й понизилася в класі.

### «Динамо Сіті»
27 травня 2024 року підписав 3-річний контракт з представником вищого дивізіону чемпіонату Албанії «Динамо Сіті». За нову команду дебютував 18 серпня 2024 року в програному (0:2) домашньому поєдинку 1-го туру Суперліги Албанії проти «Егнатії». Петер вийшов на поле в стартовому складі та відіграв увесь матч. Першим голом за «Динамо» відзначився 1 вересня 2024 року на 65-й хвилині переможного (2:1) домашнього поєдинку 3-го туру Суперліги Албанії проти «Ельбасані». Ітодо вийшов на поле в стартовому складі та відіграв увесь матч. Загалом у сезоні 2024/25 років провів 26 матчів, в яких відзначився 12-ма голами та 4-ма гольовими передачами.

### «Металіст 1925»
Наприкінці червня 2025 року стало відомо, що «Металіст 1925» цікавиться Пітером Ітодо. 8 серпня 2025 року підписав угоду з харківським клубом. У футболці «Металіста 1925» дебютував 9 серпня 2025 року в програному (0:2) виїзному поєдинку 2-го туру Прем'єр-ліги України проти криворізького «Кривбасу». Петер вийшов на поле на 57-й хвилині замість Крістіана Мба.

## Статистика виступів

### Клубна
Станом на 6 січня 2024 року
| Клуб              | Сезон             | Ліга              | Ліга  | Ліга | Кубок | Кубок | Конт. кубок | Конт. кубок | Інші  | Інші | Загалом | Загалом |
| Клуб              | Сезон             | Дивізіон          | Матчі | Голи | Матчі | Голи  | Матчі       | Голи        | Матчі | Голи | Матчі   | Голи    |
| ----------------- | ----------------- | ----------------- | ----- | ---- | ----- | ----- | ----------- | ----------- | ----- | ---- | ------- | ------- |
| «Лузі 2008»       | 2023–24           | Категорія е Паре  | 33    | 19   | 2     | 0     | —           | —           | —     | —    | 35      | 19      |
| «Лузі 2008»       | Загалом           | Загалом           | 33    | 19   | 2     | 0     | —           | —           | —     | —    | 35      | 19      |
| «Динамо Сіті»     | 2024–25           | Суперліга Албанії | 26    | 12   | 4     | 8     | —           | —           | —     | —    | 30      | 20      |
| «Динамо Сіті»     | Загалом           | Загалом           | 26    | 12   | 4     | 8     | —           | —           | —     | —    | 30      | 20      |
| Усього за кар'єру | Усього за кар'єру | Усього за кар'єру | 59    | 31   | 6     | 8     | 0           | 0           | 0     | 0    | 65      | 39      |

## Досягнення

### Клубні
«Динамо Сіті»
- Кубок Албанії
  -  Володар (1): 2024/25